# Colt M1900
Colt M1900 — первый самозарядный пистолет, разработанный американцем Джоном Мозесом Браунингом в 1895 — 98 годах для компании «Кольт». Выпускался этой компанией с 1900 года до начала 1920-х годов.

## Устройство
Действие основано на отдаче с коротким ходом ствола. Ствол крепится к рамке при помощи двух серег, передней и задней. Во время отката ствол, сцепленный с затвором-кожухом тремя поперечными выступами, двигается параллельно рамке, одновременно снижаясь. Выступы выходят из пазов затвора-кожуха, ствол останавливается, затвор, продолжая движение, извлекает гильзу из патронника, сжимает возвратную и боевую пружины, ставит курок на боевой взвод. Возвращаясь в переднее положение под действием возвратной пружины, затвор досылает патрон в патронник и сцепляется со стволом.
УСМ курковый, одинарного действия с предохранительным взводом, который оставляет спущенный курок недовзведенным в случае падения пистолета. Боевая пружина витая, цилиндрическая, расположена в рукоятке позади магазина. Подпружиненный ударник предотвращает преждевременный выстрел при досылке патрона в патронник и запирании ствола затвором. Затворная задержка отсутствовала.
На пистолетах первых выпусках имелся предохранитель, фиксирующий ударник. Он включался нажатием его вниз и выключался его поднятием, что было недостатком, и с 1901 года предохранитель не устанавливался. Когда патрон находился в патроннике, считалось, что достаточно было спущенного курка и предохранительного взвода.

## Тактико-технические характеристики
- Калибр: .38 ACP
- Вес : 1000 г.
- Длина: 229 мм
- Длина ствола: 152 мм
- Ёмкость магазина: — 7 патронов